# Eina
Eina är ett fornnordiskt kvinnonamn. Det är bildat av ordet einheri som betyder kämpe eller den som strider ensam. Det äldsta belägget i Sverige kommer från år 1875.
Den maskulina varianten av namnet är Einar.
Den 31 december 2014 fanns det totalt 296 kvinnor folkbokförda i Sverige med namnet Eina, varav 146 bar det som tilltalsnamn.
Namnsdag: 26 September